# Frankenhardt
Frankenhardt är en kommun i Landkreis Schwäbisch Hall i regionen Heilbronn-Franken i Regierungsbezirk Stuttgart i förbundslandet Baden-Württemberg i Tyskland. Kommunen bildades 1 januari 1974 genom en sammanslagning av kommunerna Gründelhardt och Honhardt och 1 januari 1975 uppgick Oberspeltach i kommunen.
Kommunen ingår i kommunalförbundet Crailsheim tillsammans med staden Crailsheim och kommunerna Satteldorf och Stimpfach.